# Victor Andrade
Victor Andrade Santos, né le 30 septembre 1995 à Carmópolis, est un footballeur brésilien qui évolue au poste de milieu de terrain.

## Carrière
Victor Andrade a attiré l'attention de Benfica quand il avait 11 ans ; il est resté pendant quelques mois, en jouant dans des tournois avec le club de Lisbonne. Cependant, comme un mineur, il ne pouvait pas rester au Portugal sans représentation de parent, de sorte qu'il a signé avec Santos en 2007. Il a été meilleur buteur du Paulistão U13 avec 21 buts, et puis de la Paulistão U17 avec 13 buts. Présenté comme un prochain Neymar par les médias et les fans, avec une clause de rachat fixée à 50 M€, il fait ses débuts professionnels à Santos, le 6 juin 2012, à l'âge de 16 ans, après le remplacement de Alan Kardec dans un match contre Fluminense. Il a continué à marquer 3 buts en 19 matchs à sa première saison, notamment contre Cruzeiro où a marqué le premier et aider un autre, receiveing les éloges de Muricy Ramalho et Neymar pour sa performance.
Cependant, comme il vieillit, il ne pouvait pas fonctionner comme prévu, et choisit de ne pas renouveler son contrat avec Santos. Le 11 juillet 2014, il est retourné à Benfica, penning un contrat de cinq ans.

## Statistiques
| Saison                | Club                  | Championnat           | Championnat | Championnat | Coupe(s) nationale(s) | Coupe(s) nationale(s) | Compétition(s) continentale(s) | Compétition(s) continentale(s) | Compétition(s) continentale(s) | Paulista A1 | Paulista A1 | Total | Total |
| Saison                | Club                  | Division              | M.          | B.          | M.                    | B.                    | Comp.                          | M.                             | B.                             | M.          | B.          | M.    | B.    |
| 2012                  | Santos FC             | Brasileirão           | 19          | 3           | -                     | -                     | -                              | -                              | -                              | -           | -           | 19    | 3     |
| 2013                  | Santos FC             | Brasileirão           | 3           | 0           | -                     | -                     | -                              | -                              | -                              | 3           | 0           | 6     | 0     |
| 2014                  | Santos FC             | Brasileirão           | 2           | 0           | -                     | -                     | -                              | -                              | -                              | 2           | 0           | 4     | 0     |
| Sous-total            | Sous-total            | Sous-total            | 24          | 3           | -                     | -                     | -                              | -                              | -                              | 5           | 0           | 29    | 3     |
| Total sur la carrière | Total sur la carrière | Total sur la carrière | 24          | 3           | -                     | -                     | -                              | -                              | -                              | 5           | 0           | 29    | 3     |

## Palmarès
- Championnat du Portugal : 2016